# Чемпіонат Туру WTA 1992
Virginia Slims Championships 1992 тенісний турнір, що проходив на закритих кортах з твердим покриттям у Нью-Йорку (США) з 16 до 22 листопада 1992 року.

## Переможниці та фіналістки

### Одиночний розряд
Моніка Селеш —  Мартіна Навратілова, 7–5, 6–3, 6–1.

### Парний розряд
Аранча Санчес Вікаріо /  Гелена Сукова —  Яна Новотна /  Лариса Савченко-Нейланд, 7–6(7-4), 6–1.